# Болікхамсай
Болікхамсай (Борікхамсай, ບໍລິຄໍາໄຊ) — провінція (кхвенг) у центральній частині Лаосу, межує з В'єтнамом по горах Чионгшон.
Провінція утворена 1983 року з частин провінцій В'єнтьян і Кхаммуан.

## Адміністративний поділ
Провінція розділена на такі райони:
- Болікханх (11-04)
- Кхамкхеутх (11-05)
- Паккадінг (11-03)
- Паксан (11-01)
- Тхапхабатх (11-02)
- В'єнгтхонг (11-06)